# الفن البورتوريكي

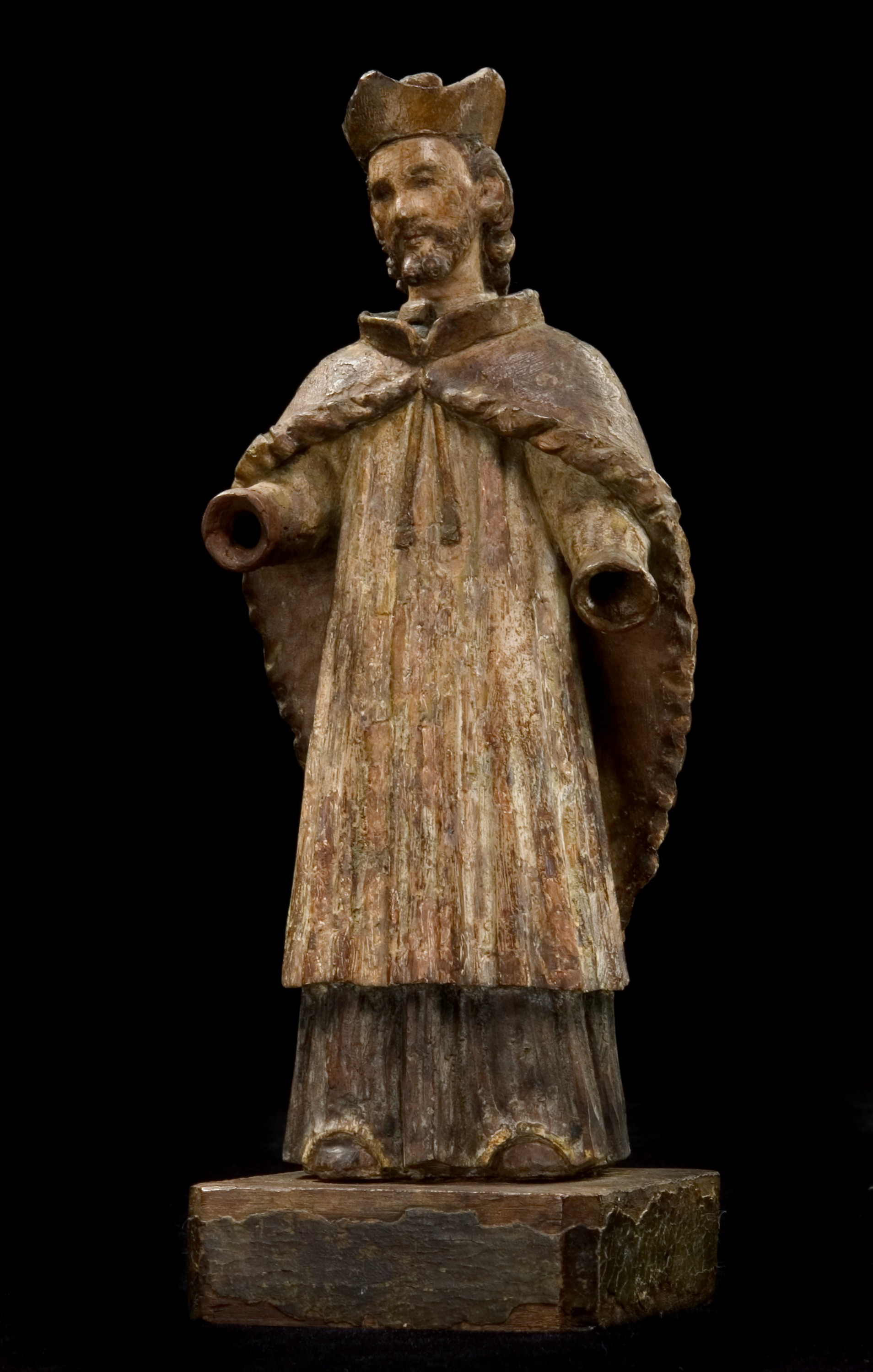
تمثال سان خوان نيبوموسينو سانتو الصغير لفيليبي دي لا إيسبادا ، المولود في سان جيرمان ، بورتوريكو كاليفورنيا. 1754

بورتوريكو هي إقليم تابع للولايات المتحدة. البورتوريكيون هم شعب بورتوريكو وسكان ومواطنو كومنولث بورتوريكو (إقليم تابع للولايات المتحدة) وذريتهم. تعد بورتوريكو موطنًا للعديد من الأشخاص من أصول وطنية مختلفة أيضًا. شعب بورتوريكو هو مزيج من أصول أوروبية وتيتو وأفريقية. يجري تمثيل المزيج الفريد للجزيرة في الأنماط المتطرفة للفن البورتوريكي.

## سانتوس
عندما وصل الإسبان لأول مرة إلى بورتوريكو، كانت إحدى أدواتهم الأساسية في تحويل سكان للتاينو الأصليين هي التماثيل الصغيرة، المعروفة باسم سانتوس، التي تصور مريم العذراء ويسوع المسيح وأيقونات كاثوليكية أخرى (ممارسة النحت الديني كانت موجودة بالفعل في الجزيرة من خلال استخدام تانيوس لأرقام سيمي). نظرًا لعدم وجود العديد من الكنائس والمبشرين خلال السنوات الأولى من الاحتلال الإسباني، كان لسانتوس دور حاسم في تأسيس الإيمان الكاثوليكي في بورتوريكو، إذ كان المتحولون يستخدمون سانتوس في البيئات المحلية لأغراض دينية مختلفة. مثل السانتيريا (أو السانتيريا، إذا كانت أنثى) ستُنشأ الأشكال بشكل أساسي باستخدام خشب الأرز الإسباني أو الطين أو الحجر، وتطبيق الدهانات الزيتية، وتأثرت بشدة بأسلوب الباروك الإسباني، حيث جرى تفصيل شخصيات سانتو المبكرة بتعبيرات درامية.  زُينت العديد من السانتوس بالهالات، على الرغم من أن صور يسوع استخدمت حصريًا هالة ثلاثية الرؤوس يشار إليها باسم ثلاث قوى. في السنوات التي أعقبت الاستعمار الإسباني، ابتعد سانتوس عن أسلوب الباروك وانقسم إلى فئتين تقريبًا: فئة السكان الأصليين والفئة المعاصرة. تتميز فئة السكان الأصليين (الأصلي) بألوان بورتوريكو المحلية وميزات بسيطة طفولية، في حين أن المعاصرة هي فئة أوسع تعكس سانتوس صُنعت دون أن يكون لها بالضرورة تأثير صوفي أو ديني مباشر. تختلف أحجام سانتوس، ولكنها عادة ما تكون بطول ثماني إلى عشرين بوصة. على مر السنين، أصبحت سانتوس تقليدًا شخصيًا وَهَامًّا للغاية في العديد من الأسر البورتوريكية: إذ وُضعت في صناديق خشبية خاصة تسمى منافذ حيث يصلي الناس للحصول على المساعدة والحماية، وغالبًا ما تنقل العائلات مجموعات سانتوس (على سبيل المثال، صور مشهد الميلاد) للأجيال القادمة لإضافة شخصيات جديدة واستعادة الشخصيات القديمة. بعد غزو الولايات المتحدة لبورتوريكو عام 1898، انخفضت شعبية سانتوس إلى حد ما كحرفة يدوية، إذ دعا المبشرون البروتستانت المتحولين إلى التخلص من الشخصيات وتدميرها، وأدت عمليات التحديث العامة في الجزيرة إلى انخفاض الاهتمام بهذا التقليد الذي طال أمده. نتيجة لذلك، أصبحت التماثيل البلاستيكية ذات الإنتاج الضخم للشخصيات الكاثوليكية أكثر شعبية كبديل للحرف اليدوية التقليدية في سانتوس.
في أكتوبر 2021، عُقد الاجتماع العشرون لنحاتي السانتو في معهد الثقافة البورتوريكية في سان خوان القديمة، بورتوريكو.

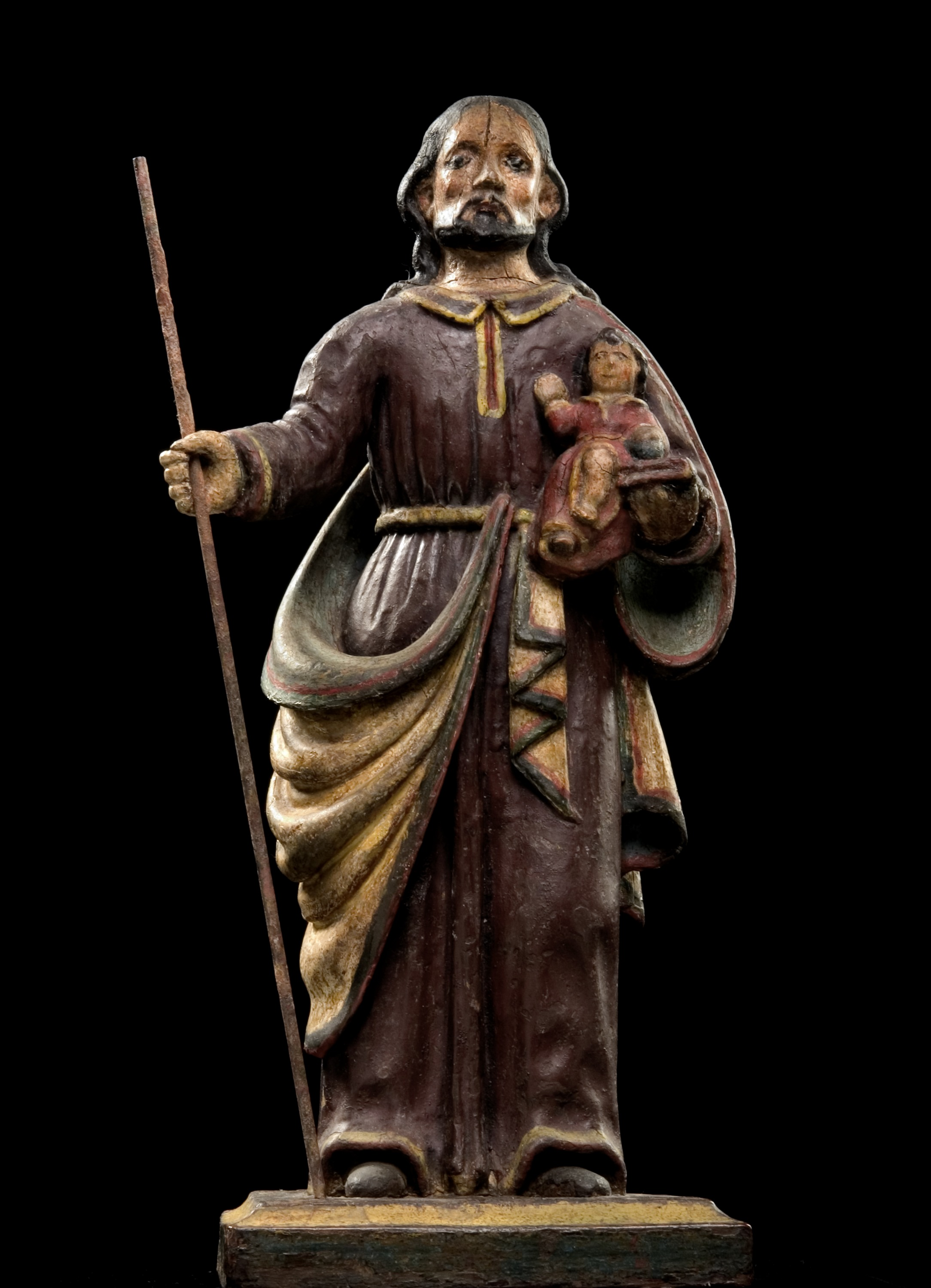
سان خوسيه إي النينيو ، كاليفورنيا. 1845 تمثال صغير سانتو من قبل تيبورسيو دي لا إيسبادا ، ولد في سان جيرمان ، بورتوريكو

## الأقنعة
حظت الأقنعة التي جرى ارتداؤها خلال الكرنفالات بشعبية أيضًا. استُخدمت أقنعة مماثلة للدلالة على الأرواح الشريرة في كل من إسبانيا وأفريقيا، وإن كانت لأغراض مختلفة. استخدم الأسبان أقنعتهم لتخويف المسيحيين المنقطعين حتى يعودوا إلى الكنيسة، بينما استخدمهم الأفارقة القبليون كحماية من الأرواح الشريرة التي يمثلونها. تحمل (الأقنعة) البورتوريكية دائمًا على الأقل عدة قرون وأنياب، طبقًا لأصولها التاريخية. في حين أنها عادة ما تكون مصنوعة من الورق المعجن، إلا أن قشور جوز الهند والغربلة المعدنية الدقيقة استُخدمت أحيانًا أيضًا. على الرغم من أن اللونين الأحمر والأسود كانا في الأصل اللونين النموذجيين لمؤشرات (الأقنعة)، فإن لوح الألوان الخاص بهما قد توسع ليشمل مجموعة متنوعة من الأشكال والأنماط الساطعة.

## الفنون البصرية
ربما حدث التأثير الإسباني الأقوى في الفنون البورتوريكية من خلال الرسم. خلال الفترة الاستعمارية، قلد الرسامون المولودون الأنماط الأوروبية الكلاسيكية. أول هؤلاء الفنانين الذين حصلوا على شهرة دولية، خوسيه كامبيتشي، الذي تعلم التقنيات من كل من والده، الذي كان عبدًا سابقًا اشترى حريته من خلال نحت لوحات المذبح، ومن الفنان الإسباني المنفي لويس باريت. تركز عمله على الموضوعات الدينية والصور الشخصية للمواطنين المهمين بأسلوب الروكوكو الإسباني. لا يزال كامبيتشي يعد أهم رسامي القرن الثامن عشر في الأمريكتين، كما يُنسب إليه الفضل في إنشاء اللوحة الوطنية البورتوريكية.
في القرن التاسع عشر، سار فرانسيسكو أولو على خطى كامبيتشي. درس في كل من مدريد وباريس، مما أثر بشكل كبير على عمله. على الرغم من أن لوحاته غالبًا ما تُظهر أسلوبًا اِنْطِبَاعِيًّا أو وَاقِعِيًّا، فإنه غيّر أسلوبه مع كل قطعة لتناسب الموضوع. كانت المناظر الطبيعية، والصور الشخصية، والأرواح الساكنة كلها من بين أعماله. بعد العودة إلى بورتوريكو في عام 1884، أصبح أولو مُهْتَمًّا بتصوير موضوع البورتوريكو. وقد أسس أكاديمية للفنون وكتب كتابًا عن رسم عالم الطبيعة.
بحلول نهاية القرن العشرين، لم يعد الرسم يعرف الفن البورتوريكي كما كان من قبل. «مجموعة من الفنانين المعاصرين الذين وصلوا إلى مرحلة النضج في التسعينيات انفصلوا عن الأجندات القومية التي كانت بالغة الأهمية للأجيال السابقة من فناني البورتوريكو»، حسب المنسقة سيلفيا كارمان كوبينا. «وبدلاً من ذلك، فإن أعمالهم استندت إلى المزيد من القضايا الشخصية، فضلاً عن الموضوعات الأوسع مثل النوع الاجتماعي، والنزعة الاستهلاكية، وتاريخ العالم، والأفلام، والأدب». كانت أهمية الفنانين مثل كالزاديلا الورا، دانيال ليند راموس، روزي سيجو، أرنولد موراليس تكمن في «بُعدهم الاجتماعي وإمكانية التفاعل مع الآخرين». بالنسبة للآخرين مثل مانويل أسيفيدو، وخافيير كامب، وناديا كلوازو - لورنز، وكارلوس ريفيرا فيلاقيني، فقد كانت منشآتهم متعددة الوسائط والمخصصة للموقع هي التي توسعت على «الأنماط غير التقليدية التي بدأت في الأجيال السابقة، من قبل فنانين مثل رافائيل فيرير ورافائيل مونتانيو أورتيز، ثم أنطونيو مارتوريل، خوسيه موراليس، بينبون أوسوريو». وبياتريز سانتياغو مونيوز.

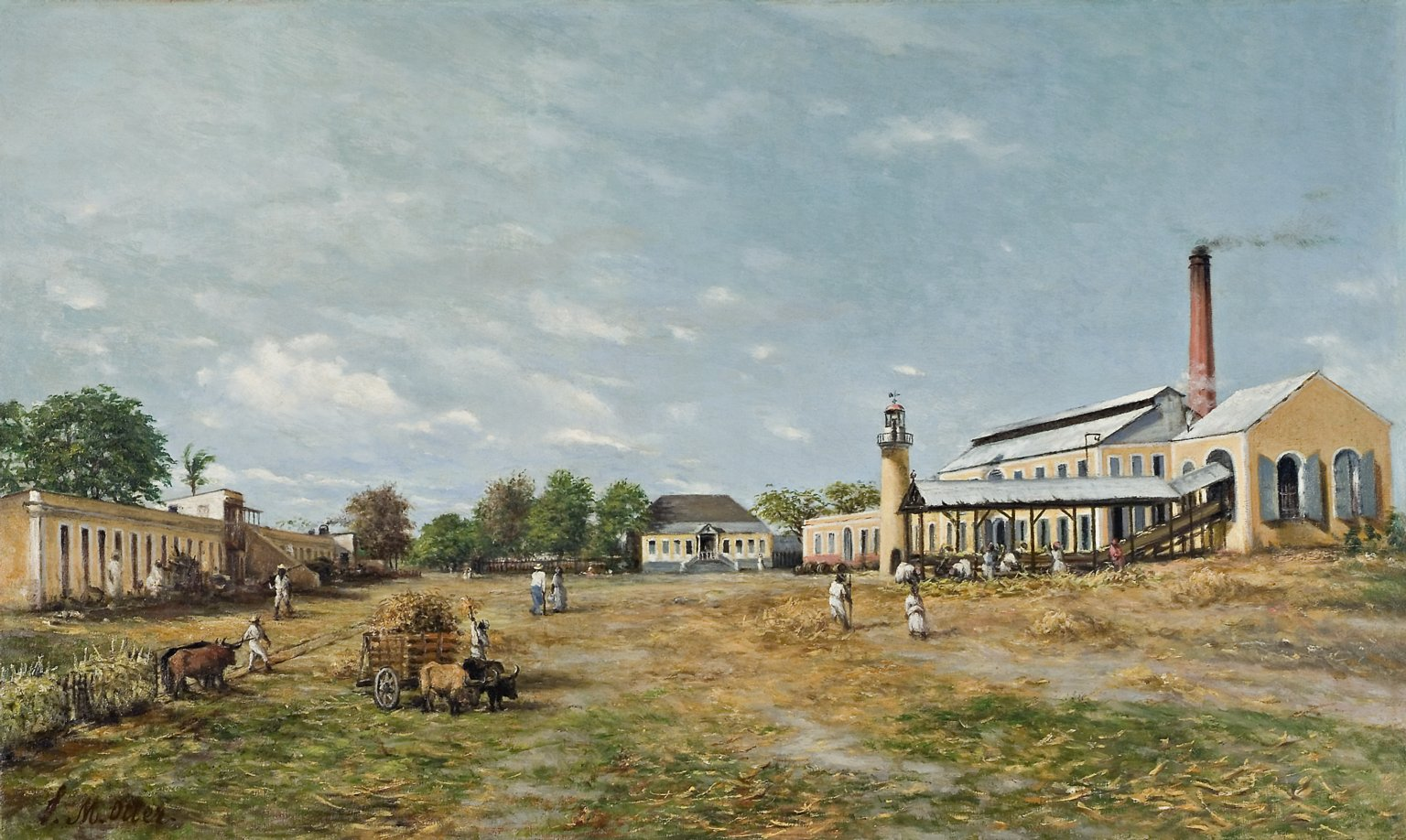